# Mountain Brook
Mountain Brook è un comune degli Stati Uniti d'America situato nella contea di Jefferson dello Stato dell'Alabama.
È un sobborgo di Birmingham.